# Cricket internazionale nel 1901
La stagione internazionale di cricket del 1901 si è disputata dall'aprile del 1901 a settembre 1901. La stagione ha succeduto quella del 1900 e preceduto quella del 1901-1902

## Sommario
| Tour internazionali | Tour internazionali | Tour internazionali | Tour internazionali | Tour internazionali | Tour internazionali | Tour internazionali |
| Data                | Squadra di casa     | Squadra ospite      | Risultato [Partite] | Risultato [Partite] | Risultato [Partite] | Risultato [Partite] |
| Data                | Squadra di casa     | Squadra ospite      | Test                | ODI                 | FC                  | LA                  |
| ------------------- | ------------------- | ------------------- | ------------------- | ------------------- | ------------------- | ------------------- |
| 3 giugno            | Marylebone          | Sudafrica           | —                   | —                   | 1–0 [1]             | —                   |
| 5 agosto            | Inghilterra         | Paesi Bassi         | —                   | —                   | 3–0 [5]             | —                   |
| 29 settembre        | Filadelfia          | Inghilterra         | —                   | —                   | 1–2 [3]             | —                   |

## Giugno

### Sudafrica in Inghilterra
| Match | 3–4 giugno | W. G. Grace | Murray Bisset | Lord's Cricket Ground, Londra | Marylebone di 53 runs |

## Agosto

### Paesi Bassi in Inghilterra
| Match 1 | 5–6 agosto    | Non menzionato | Non menzionato | Lord's Cricket Ground, Londra | Match drawn                                  |
| Match 2 | 7–8 September | Non menzionato | Non menzionato | Bath                          | Marylebone Gentlemen di un innings e 53 runs |
| Match 3 | 8 agosto      | Non menzionato | Non menzionato | Bath                          | Patta                                        |
| Match 4 | 9–10 agosto   | Non menzionato | Non menzionato | Kennington Oval, Londra       | Surrey Gentlemen di un innings e 53 runs     |
| Match 5 | 12–13 agosto  | W. G. Grace    | Non menzionato | Crystal Palace, Londra        | London County di un innings e 23 runs        |

## Settembre

### Inghilterra negli USA
| Match 1 | 27–30 settembre | John Lester | Bernard Bosanquet | Merion Cricket Club Ground, Filadelfia  | Bosanquet's XI di 61 runs             |
| Match 2 | 4–7 ottobre     | John Lester | Bernard Bosanquet | Germantown Cricket Club Ground, Manheim | Gentlemen of Philadelphia di 229 runs |